# Chelonodontops laticeps
Chelonodontops laticeps  también conocido como pez globo de manchas azules es una especie de peces de la familia Tetraodontidae en el orden de los Tetraodontiformes.

## Morfología
- Los machos pueden llegar alcanzar los 20 cm de longitud total.[2]

## Hábitat
Es un pez  de clima tropical y demersal.

## Distribución geográfica
Se encuentran en Sudáfrica y Papúa Nueva Guinea.

## Observaciones
Es inofensivo para los humanos.